# Souleymane Cissé
Souleymane Cissé (Bamako, 21 de abril de 1940 – 19 de febrero de 2025) fue un director de cine de Malí.

## Biografía

### Inicios
Nacido en Bamako y criado en el seno de una familia musulmana, Souleymane Cissé fue un cinéfilo apasionado desde su infancia. Asistió a la escuela secundaria en Dakar y regresó a Malí en 1960, después de la independencia nacional. Su carrera cinematográfica comenzó como ayudante de proyección de un documental sobre la detención de Patrice Lumumba. Esto provocó su deseo de crear sus propias películas, y obtuvo una beca para la Escuela de Cine y Televisión de Moscú.

### Carrera en el cine
En 1970 regresó a Malí y se incorporó al Ministerio de Información como camarógrafo, donde produjo documentales y cortometrajes. Dos años más tarde, produjo su primer mediometraje, Cinq jours d'une vie (Cinco días de una vida), que relata la historia de un joven que abandona una escuela coránica y se convierte en un ladrón callejero de poca monta. Cinq Jours se estrenó en el Festival de Cine de Cartago.
En 1974, Cissé produjo su primer largometraje en lengua bambara, Den muso (La chica), la historia de una joven muda víctima de violación. La niña queda embarazada y es rechazada tanto por su familia como por el padre de la niña. Den Muso fue vetada por el ministro de Cultura de Malí, y Cissé fue arrestado y encarcelado por haber aceptado financiación francesa para producirla.
Cuatro años más tarde, Cissé produjo Baara (Obra), que recibió un premio en el Festival Panafricano de Cine y Televisión de Uagadugú en 1979. En 1982 produjo Finyé (Viento), que cuenta la historia de jóvenes malienses insatisfechos que se levantan contra el gobierno. Esto le valió su segundo premio en el mencionado festival en 1983.
Entre 1984 y 1987, produjo Yeelen (Brillo), una aclamada película que ganó el Premio del Jurado en el Festival de Cannes de 1987 y fue nominado a una Palma de oro ese mismo año. En 1995 produjo Waati (Tiempo), que compitió por la Palma de oro en el Festival de Cannes de 1995. Su última producción hasta la fecha es el largometraje Tell Me Who Your Are de 2009. En 2023 fue galardonado con el Golden Coach 2023 en el Festival de Cine de Cannes.

## Filmografía
- L'aspirant (corto, 1968)
- Source d’inspiration (corto, 1968)
- Dégal à Dialloubé (1970)
- Fête du Sanké (1971)
- Cinq jours d’une vie (1972)
- Den muso (1975)
- L’homme et ses idoles (corto, 1975)
- Baara (1978)[8]
- Chanteurs traditionnels des Iles Seychelles (1978)
- Finye (1982)
- Yeelen (1987)
- Waati (1995)
- Tell Me Who You Are (2009)

## Premios y distinciones
Festival Internacional de Cine de Cannes
| Año  | Categoría                           | Película | Resultado |
| ---- | ----------------------------------- | -------- | --------- |
| 1987 | Premio del Jurado                   | Yeelen   | Ganador   |
| 1987 | Jurado Ecuménico - Mención especial | Yeelen   | Ganador   |